# 佩韦勒地区蒙斯
佩韦勒地区蒙斯（法語：Mons-en-Pévèle，法語發音：[mɔ̃s ɑ̃ pevɛl]），或纯音译作蒙斯昂佩韦勒、蒙桑佩韦勒，是法国上法蘭西大區北部省的一个市镇，位于该省中部偏南，属于里尔区。

## 地理
佩韦勒地区蒙斯（50°28'46"N, 3°6'8"E）面积12.37 平方千米，位于法国上法蘭西大區北部省，该省份为法国最北部的省份及最长的省份，西北濒北海，西接加来海峡省，南至埃纳省和索姆省，东与比利时接壤。
与佩韦勒地区蒙斯接壤的市镇（或旧市镇、城区）包括：图尔米尼、蒂姆里、阿蒂什、贝尔塞、福蒙、梅里尼、蒙绍。

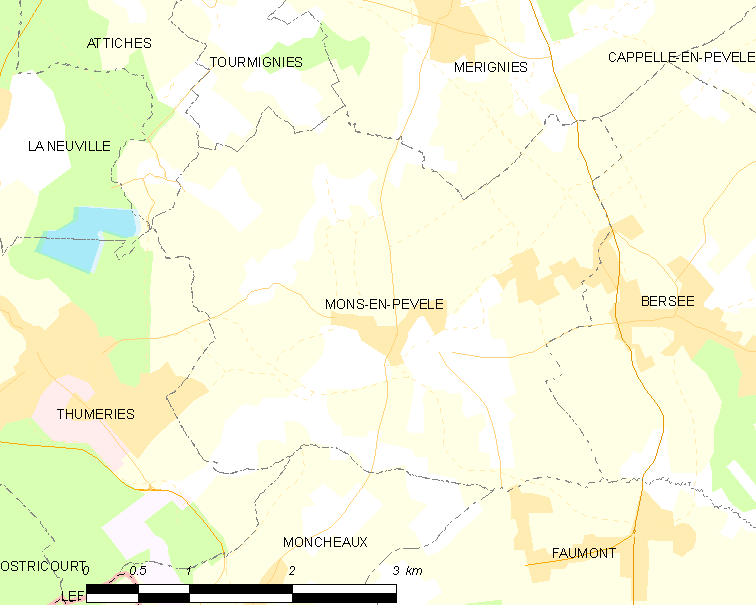
佩韦勒地区蒙斯的OSM定位图

佩韦勒地区蒙斯的时区为UTC+01:00、UTC+02:00（夏令时）。

## 行政
佩韦勒地区蒙斯的邮政编码为59246，INSEE市镇编码为59411。

## 政治
佩韦勒地区蒙斯所属的省级选区为佩韦勒地区唐普勒沃县。

## 人口

1962-2008年间佩韦勒地区蒙斯人口变化图示

佩韦勒地区蒙斯于2022年1月1日时的人口数量为2077人。